# William Henry (waterpolospeler)
William Henry (St Pancras, 28 juni 1859 - St Pancras, 20 maart 1928) was een Brits waterpolospeler.
Tijdens de Olympische Zomerspelen 1900 was Henry doelman van de Britse ploeg die de gouden medaille won.
Thomas Coe · Robert Crawshaw · William Henry · John Jarvis · Peter Kemp  · Victor Lindberg · Frederick Stapleton